# Robin Flower
Robin Ernest William Flower (1881–1946) fou un acadèmic i poeta anglès, celticista, anglosaxonista i traductor del gaèlic irlandès. És conegut comunament a Irlanda com a "Bláithín" (Petita Flor). Es casà amb Ida Mary Streeter.

## Biografia
Va néixer a Meanwood a Yorkshire, i fou educat a la Leeds Grammar School i al Pembroke College, Oxford. Treballà des de 1929 com a Deputy Keeper of Manuscripts al Museu Britànic i, completant el treball de Standish Hayes O'Grady, hi compilà un catàleg de manuscrits irlandesos.
Va escriure nombroses col·leccions de poesia, traduccions de poetes irlandesos per a Cuala Press, i poesies de les illes Blasket. Viatjà per primer cop a les Blasket en 1910 per recomanació de Carl Marstrander, el seu mestre a l'Escola d'Ensenyament Irlandès a Dublín; després adoptà el sobrenom irlandès Bláithín. Va suggerir un origen nòrdic al nom "Blasket". Sota la influència de Flower George Derwent Thomson i Kenneth Hurlstone Jackson van fer visites acadèmiques a les illes Blasket.
Després de la seva mort les seves cendres foren escampades a les illes Blasket.

## Obres
Com a acadèmic d'anglosaxó, va escriure al Llibre d'Exeter Va identificar interpolacions en l'antic anglès Beda, amb Laurence Nowell. El seu treball amb Nowell inclou el descobriment en 1934, en una transcripció de Nowel, del poema Seasons for Fasting.
Va traduir els texts de Tomás Ó Criomhthain, el seu mestre d'irlandès a les illes Blasket, i va escriure una memòria, The Western Island; Or, the Great Blasket (1944), il·lustrada per la seva esposa Ida. És citada sovint la col·lecció d'assaigs The Irish Tradition (1947) i fou reeditada el 1994; inclou "Ireland and Medieval Europe", la seva John Rhŷs Memorial Lecture de 1927. També va publicar històries de Peig Sayers a la revista Béaloideas (Folklore).